# Niphargidae
Niphargidae (лат.) — семейство ракообразных из отряда бокоплавов (Crangonyctoidea, Gammarida). Пресноводные или пещерные эндемики Палеарктики. Известно около 440 видов.

## Описание
Тело латерально сжатое, субцилиндрическое или червеобразное. Глаза отсутствуют. Кальцеоли антенн 1—2 отсутствуют. Антенна 1 длиннее антенны 2; стебельчатый членик 1 длиннее членика 2; членик 2 короче, равен или длиннее членика 3; членик 3 короче членика 1; стебельчатые членики 1—2 неколенчатые; вспомогательный жгутик короткий.

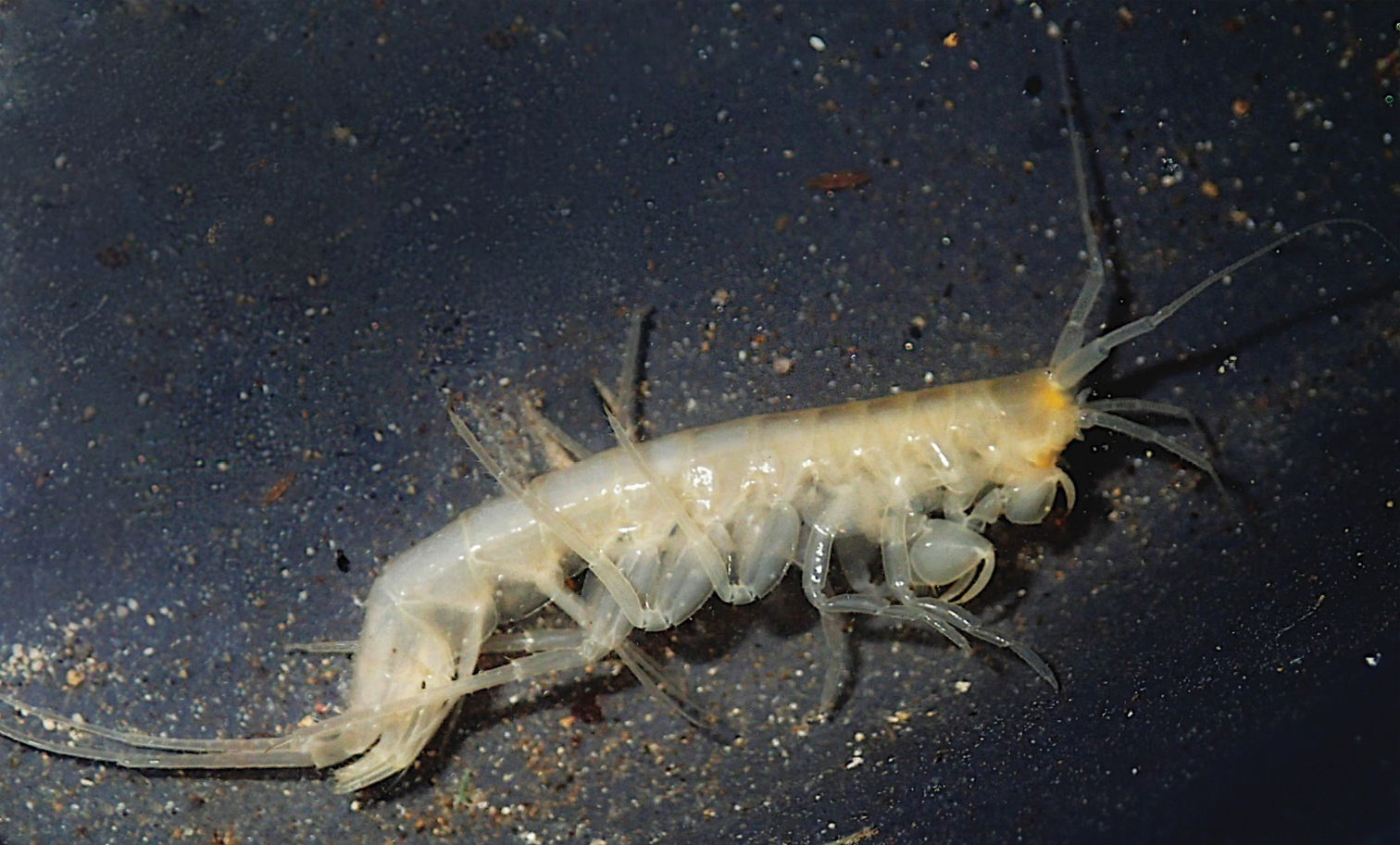
Niphargus enslini
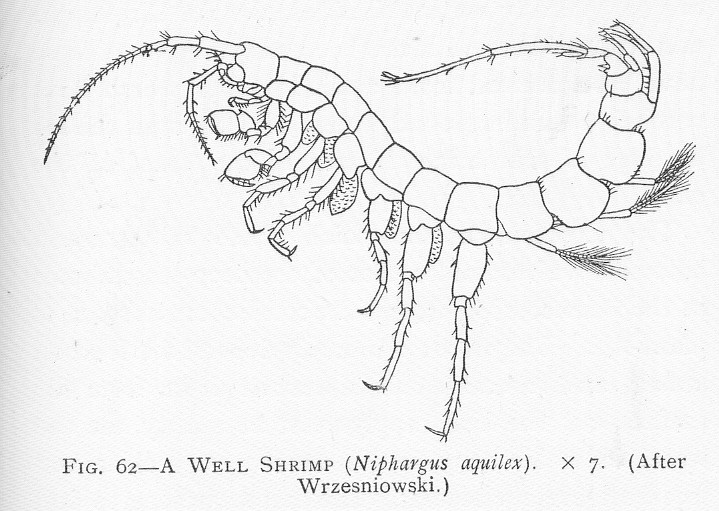
Niphargus aquilex

## Классификация
Известно 4 рода и около 440 видов, включая крупнейший род Niphargus (около 400 видов). Родовой состав семейства и таксономия гиперразнообразного рода Niphargus остаются нерешёнными из-за многочисленных морфологически криптических видов. Постоянно обнаруживаются новые виды, как морфологически неразличимые (криптические виды), так и морфологически отличные. Однако точная реконструкция и разрешение их филогенетических связей, а также реконструкция их экологии и биогеографии требуют полной таксономической структуры.
- Exniphargus Karaman G.S., 2016[7]
- Foroniphargus G. Karaman, 1985[8]
- Haploginglymus  Mateus & Mateus, 1958
- Niphargus Schiödte, 1849[9][10][11] с множеством синонимов:
  - Carinurella  Sket, 1971
  - Chaetoniphargus Karaman G.S. & Sket, 2019[12]
  - Karamaniella Sket, 1962
  - Martynovia Derzhavin, 1945
  - Niphargellus  Schellenberg, 1938
  - Niphargobates  Sket, 1981
  - Niphargobatoides Karaman G.S., 2016
  - Niphargopsis  Chevreux, 1922
  - Pontoniphargus Dancau, 1968
  - Stygodytes Absolon, 1927